# Pouteria sessiliflora
Pouteria sessiliflora là một loài thực vật có hoa trong họ Hồng xiêm. Loài này được (Sw.) Poir. miêu tả khoa học đầu tiên năm 1816.